# Circuito Urbano de Peniche
O Circuito Urbano de Peniche é o serviço de transporte público urbano rodoviário da cidade de Peniche, assegurado pela Rodoviária do Oeste. 

## Ligações Externas
- Sítio web da Rodoviária do Oeste